# Tine Bossuyt
Pour les articles homonymes, voir Bossuyt.
Tine Bossuyt, née le 10 juin 1980 à Izegem, est une nageuse belge.

## Carrière
Elle remporte aux Championnats d'Europe de natation 2000 la médaille de bronze du relais 4x100 mètres nage libre avec Nina van Koeckhoven, Liesbet Dreesen et Sofie Goffin.